# A Real Madrid CF 2002–2003-as szezonja
A Real Madrid CF 2002–2003-as szezonja a csapat 99. idénye fennállása volt óta, sorozatban a 72. a spanyol első osztályban

## Mezek
Gyártó: Adidas/
mezszponzor: Siemens Mobile
| Hazai |  | Vendég |  | Harmadik |

## Átigazolások

### Érkezők
| Mezszám | Poz. | Nemzet | Név     | Kor | EU | Honnan         | Szerződés megnevezése | Átigazolási időszak | Szerződés vége | Átigazolás összege | Forrás |
| ------- | ---- | ------ | ------- | --- | -- | -------------- | --------------------- | ------------------- | -------------- | ------------------ | ------ |
| 11      | CS   | brazil | Ronaldo | 25  | EU | Internazionale | átigazolás            | nyár                | 2007           | 45M €              |        |

Összes kiadás: 45M €

### Távozók
| Mezszám | Poszt | Nemzet | Név | Kor | EU | Hová | Szerződés megnevezés | Ár |
| ------- | ----- | ------ | --- | --- | -- | ---- | -------------------- | -- |
|         |       |        |     |     |    |      |                      |    |

Összes bevétel:  0M €

## La Liga
Győzelem
      Döntetlen
      Vereség
| Forduló | Ellenfél               | H/V | Eredmény |
| ------- | ---------------------- | --- | -------- |
| 1       | Espanyol               | H   | 2–0      |
| 2       | Betis                  | V   | 1–1      |
| 3       | Osasuna                | H   | 4–1      |
| 4       | Valladolid             | V   | 1–1      |
| 5       | Alavés                 | H   | 5–2      |
| 6       | Racing Santander       | V   | 2–0      |
| 7       | Villarreal             | H   | 1–1      |
| 8       | Deportivo de La Coruña | V   | 0–0      |
| 9       | Rayo Vallecano         | V   | 2–3      |
| 10      | Sociedad               | H   | 0–0      |
| 11      | Barcelona              | V   | 0–0      |
| 12      | Sevilla                | H   | 3–0      |
| 13      | Mallorca               | V   | 1–5      |
| 14      | Recreativo Huelva      | H   | 4–2      |
| 15      | Málaga                 | V   | 2–3      |
| 16      | Valencia               | H   | 4–1      |
| 17      | Celta Vigo             | V   | 0–1      |
| 18      | Atlético Madrid        | H   | 2–2      |
| 19      | Athletic Bilbao        | V   | 1–1      |

| Forduló | Ellenfél               | H/V | Eredmény |
| ------- | ---------------------- | --- | -------- |
| 20      | Espanyol               | V   | 2–2      |
| 21      | Betis                  | H   | 4–1      |
| 22      | Osasuna                | V   | 1–0      |
| 23      | Valladolid             | H   | 3–1      |
| 24      | Alavés                 | V   | 1–5      |
| 25      | Racing Santander       | H   | 4–1      |
| 26      | Villarreal             | H   | 0–1      |
| 27      | Deportivo de La Coruña | H   | 2–0      |
| 28      | Rayo Vallecano         | H   | 3–1      |
| 29      | Sociedad               | V   | 4–2      |
| 30      | Barcelona              | H   | 1–1      |
| 31      | Sevilla                | V   | 1–3      |
| 32      | Mallorca               | H   | 1–5      |
| 33      | Recreativo Huelva      | V   | 0–0      |
| 34      | Málaga                 | H   | 5–1      |
| 35      | Valencia               | V   | 1–2      |
| 36      | Celta Vigo             | H   | 1–1      |
| 37      | Atlético Madrid        | V   | 0–4      |
| 38      | Athletic Bilbao        | H   | 3–1      |

## Végeredmény
| #  | Csapat               | M  | Gy | D  | V  | Lg | Kg | Gk  | P  | Megjegyzés                      |
| -- | -------------------- | -- | -- | -- | -- | -- | -- | --- | -- | ------------------------------- |
| 1  | Real Madrid CF (B)   | 38 | 22 | 12 | 4  | 86 | 42 | +44 | 78 | Bajnokok Ligája csoportkör      |
| 2  | Real Sociedad        | 38 | 22 | 10 | 6  | 71 | 45 | +26 | 76 | Bajnokok Ligája csoportkör      |
| 3  | Deportivo            | 38 | 22 | 6  | 10 | 67 | 47 | +20 | 72 | Bajnokok Ligája 3. selejtezőkör |
| 4  | Celta Vigo           | 38 | 17 | 10 | 11 | 45 | 36 | +9  | 61 | Bajnokok Ligája 3. selejtezőkör |
| 5  | Valencia CF          | 38 | 17 | 9  | 12 | 56 | 35 | +21 | 60 |                                 |
| 6  | FC Barcelona         | 38 | 15 | 11 | 12 | 63 | 47 | +16 | 56 |                                 |
| 7  | Athletic Club        | 38 | 15 | 10 | 13 | 63 | 61 | +2  | 55 |                                 |
| 8  | Real Betis Balompié  | 38 | 14 | 12 | 12 | 56 | 53 | +3  | 54 |                                 |
| 9  | RCD Mallorca         | 38 | 14 | 10 | 14 | 49 | 56 | -7  | 52 |                                 |
| 10 | Sevilla FC           | 38 | 13 | 11 | 14 | 38 | 39 | -1  | 50 |                                 |
| 11 | CA Osasuna           | 38 | 12 | 11 | 15 | 40 | 48 | -8  | 47 |                                 |
| 12 | Atlético de Madrid   | 38 | 12 | 11 | 15 | 51 | 56 | -5  | 47 |                                 |
| 13 | Málaga CF            | 38 | 11 | 13 | 14 | 44 | 49 | -5  | 46 |                                 |
| 14 | Real Valladolid CF   | 38 | 12 | 10 | 16 | 37 | 40 | -3  | 46 |                                 |
| 15 | Villarreal CF        | 38 | 11 | 12 | 15 | 44 | 53 | -9  | 45 |                                 |
| 16 | Racing Santander     | 38 | 13 | 5  | 20 | 54 | 64 | -10 | 44 |                                 |
| 17 | RCD Espanyol         | 38 | 10 | 13 | 15 | 48 | 54 | -6  | 43 |                                 |
| 18 | Recreativo de Huelva | 38 | 8  | 12 | 18 | 35 | 61 | -26 | 36 |                                 |
| 19 | Deportivo Alavés     | 38 | 8  | 11 | 19 | 38 | 68 | -30 | 35 |                                 |
| 20 | Rayo Vallecano       | 38 | 7  | 11 | 20 | 31 | 62 | -31 | 32 |                                 |

|  | Bajnokok Ligája csoportkör      |
|  | Bajnokok Ligája 3. selejtezőkör |
|  | UEFA-kupa                       |
|  | Intertotó-kupa                  |
|  | Kiesett                         |

## Keret
| #  |     | Poszt | Név                 |
| -- | --- | ----- | ------------------- |
| 1  | ESP | K     | Iker Casillas       |
| 2  | ESP | V     | Míchel Salgado      |
| 3  | BRA | V     | Roberto Carlos      |
| 4  | ESP | V     | Fernando Hierro (C) |
| 5  | FRA | KP    | Zinedine Zidane     |
| 6  | ESP | V     | Iván Helguera       |
| 7  | ESP | CS    | Raúl                |
| 8  | ENG | KP    | Steve McManaman     |
| 9  | ESP | CS    | Fernando Morientes  |
| 10 | POR | KP    | Luís Figo           |
| 11 | BRA | CS    | Ronaldo             |
| 12 | ESP | CS    | Tote                |
| 13 | ESP | K     | César               |
| 14 | ESP | KP    | Guti                |
| 16 | ESP | KP    | Flávio Conceição    |
| 17 | ESP | V     | Óscar Miñambres     |
| 18 | ESP | CS    | Javier Portillo     |
| 19 | ARG | V     | Esteban Cambiasso   |

| #  |     | Poszt | Név               |
| -- | --- | ----- | ----------------- |
| 20 | ESP | KP    | Albert Celades    |
| 21 | ARG | KP    | Santiago Solari   |
| 22 | ESP | V     | Francisco Pavón   |
| 24 | FRA | KP    | Claude Makélélé   |
| 26 | ESP | K     | Carlos Sánchez    |
| 28 | ESP | KP    | José Cabrera      |
| 29 | ESP | V     | Rubén             |
| 30 | ESP | K     | Jordi Codina      |
| 31 | ESP | V     | Enrique Corrales  |
| 32 | ESP | V     | Borja             |
| 33 | ESP | CS    | Luis García       |
| 35 | ESP | V     | Angelo            |
| 36 | ESP | V     | Juan Carlos Duque |
| 37 | ESP | V     | Juan Olalla       |
| 38 | ESP | KP    | Álex Pérez        |
| 39 | ESP | V     | César Navas       |

### Kölcsönben
| #  |     | Poszt | Név                                      |
| -- | --- | ----- | ---------------------------------------- |
| 15 | ESP | V     | Raúl Bravo (Kölcsönbe a Leeds Unitednál) |

| #  |     | Poszt | Név                              |
| -- | --- | ----- | -------------------------------- |
| 32 | ESP | KP    | Valdo (kölcsönben az Osasunanál) |

## UEFA Szuperkupa
| 2002. augusztus 30. 20:45 |

| Real Madrid                                     | 3–1         | Feyenoord         |
| ----------------------------------------------- | ----------- | ----------------- |
| Paauwe 15' Roberto Carlos da Silva 21' Guti 60' | Jegyzőkönyv | Van Hooijdonk 56' |

| II. Lajos Stadion, Monaco Nézőszám: 18,284 Játékvezető: Hugh Dallas (skót) |

| Real Madrid | Feyenoord |

| K                  | 1  | Iker Casillas       |     |
| V                  | 2  | Míchel Salgado      |     |
| V                  | 6  | Iván Helguera       |     |
| V                  | 4  | Fernando Hierro (c) |     |
| V                  | 3  | Roberto Carlos      |     |
| KP                 | 10 | Luís Figo           |     |
| KP                 | 24 | Claude Makélélé     |     |
| KP                 | 19 | Esteban Cambiasso   | 88' |
| KP                 | 5  | Zinedine Zidane     | 86' |
| KP                 | 14 | Guti                | 71' |
| CS                 | 7  | Raúl                |     |
| Cserék:            |    |                     |     |
| K                  | 13 | César               |     |
| V                  | 15 | Raúl Bravo          |     |
| V                  | 22 | Francisco Pavón     | 88' |
| KP                 | 8  | Steve McManaman     |     |
| KP                 | 16 | Flavio Conceição    |     |
| KP                 | 21 | Santiago Solari     | 86' |
| CS                 | 18 | Javier Portillo     | 71' |
| Vezetőedző:        |    |                     |     |
| Vicente del Bosque |    |                     |     |

| K                | 1  | Edwin Zoetebier      |     |
| V                | 2  | Christian Gyan       | 72' |
| CS               | 17 | Patrick Paauwe       |     |
| CS               | 8  | Kees van Wonderen    |     |
| CS               | 3  | Tomasz Rząsa         |     |
| KP               | 23 | Brett Emerton        |     |
| KP               | 6  | Paul Bosvelt (c)     |     |
| KP               | 14 | Shinji Ono           |     |
| KP               | 10 | Anthony Lurling      |     |
| KP               | 7  | Bonaventure Kalou    |     |
| CS               | 9  | Pierre van Hooijdonk |     |
| Cserék:          |    |                      |     |
| K                | 31 | Carlo l'Ami          |     |
| V                | 5  | Ramon van Haaren     |     |
| V                | 20 | Ferry de Haan        |     |
| V                | 27 | Civard Sprockel      |     |
| KP               | 18 | Leonardo dos Santos  |     |
| CS               | 19 | Thomas Buffel        | 72' |
| Vezetőedző:      |    |                      |     |
| Bert van Marwijk |    |                      |     |

## Intertotó-kupa
| 2002. december 3. 19:15 |

| Real Madrid          | 2–0         | Olimpia |
| -------------------- | ----------- | ------- |
| Ronaldo 14' Guti 84' | Jegyzőkönyv |         |

| Jokohama Nemzeti Stadion, Jokohama Nézőszám: 66,070 Játékvezető: Carlos Simon (brazil) |

| Real Madrid | Olimpia |

| K                  | 1  | Iker Casillas       |     |     |
| V                  | 2  | Míchel Salgado      |     |     |
| V                  | 4  | Fernando Hierro (c) |     |     |
| V                  | 6  | Iván Helguera       |     |     |
| V                  | 3  | Roberto Carlos      | 89' |     |
| KP                 | 24 | Claude Makélélé     |     |     |
| KP                 | 19 | Esteban Cambiasso   |     | 90' |
| KP                 | 10 | Luís Figo           |     |     |
| CS                 | 7  | Raúl                |     |     |
| CS                 | 5  | Zinedine Zidane     |     | 86' |
| CS                 | 11 | Ronaldo             |     | 82' |
| Cserék:            |    |                     |     |     |
| K                  | 13 | César               |     |     |
| V                  | 17 | Óscar Miñambres     |     |     |
| V                  | 22 | Francisco Pavón     |     | 90' |
| KP                 | 14 | Guti                |     | 82' |
| KP                 | 16 | Flávio Conceição    |     |     |
| KP                 | 21 | Santiago Solari     |     | 86' |
| CS                 | 9  | Fernando Morientes  |     |     |
| Vezetőedző:        |    |                     |     |     |
| Vicente del Bosque |    |                     |     |     |

| K            | 1  | Ricardo Tavarelli       |     |     |
| V            | 2  | Néstor Isasi            |     |     |
| V            | 3  | Nelson Zelaya           |     |     |
| V            | 15 | Pedro Benítez           |     |     |
| V            | 4  | Juan Ramón Jara         |     |     |
| KP           | 16 | Sergio Órteman          |     |     |
| KP           | 6  | Julio César Enciso (c)  |     |     |
| KP           | 5  | Julio César Cáceres     | 34' |     |
| KP           | 11 | Fernando Gastón Córdoba |     | 65' |
| CS           | 10 | Miguel Ángel Benítez    |     | 81' |
| CS           | 8  | Hernán Rodrigo López    |     |     |
| Cserék:      |    |                         |     |     |
| K            | 12 | Danilo Aceval           |     |     |
| V            | 14 | José Amarilla           |     |     |
| KP           | 7  | Francisco Esteche       |     |     |
| KP           | 18 | Carlos Estigarribia     |     |     |
| CS           | 9  | Richart Báez            |     | 65' |
| CS           | 17 | Mauro Caballero         |     | 81' |
| CS           | 19 | Gilberto Palacios       |     |     |
| Vezetőedző:  |    |                         |     |     |
| Nery Pumpido |    |                         |     |     |

## Spanyol kupa

### Első mérkőzés
| 21:30 |

| Real Madrid  | 1–1         | Mallorca  |
| ------------ | ----------- | --------- |
| Portillo 12' | Jegyzőkönyv | Nadal 57' |

| Santiago Bernabéu, Madrid Nézőszám: 30,000 Játékvezető: Manuel Mejuto González |

| = 2003. január 29. 21:00 |

| Mallorca                            | 4–0         | Real Madrid |
| ----------------------------------- | ----------- | ----------- |
| Niño 7' Eto'o 30'• 35' Pandiani 48' | Jegyzőkönyv |             |

| Son Moix, Palma de Mallorca Nézőszám: 30,000 Játékvezető: Jesús Téllez Sánchez |

## Bajnokok ligája

### 1. mérkőzések
| 2003. május 6. 20:45 |

| Real Madrid                             | 2–1               | Juventus      |
| --------------------------------------- | ----------------- | ------------- |
| Ronaldo 23' Roberto Carlos da Silva 73' | (1–1) Jegyzőkönyv | Trezeguet 45' |

| Santiago Bernabéu Stadium, Madrid Nézőszám: 75 000 Játékvezető: Terje Hauge (norvég) |

### 2. mérkőzések
| 2003. május 14. 20:45 |

| Juventus                               | 3–1               | Real Madrid |
| -------------------------------------- | ----------------- | ----------- |
| Trezeguet 12' Del Piero 43' Nedvěd 73' | (2–0) Jegyzőkönyv | Zidane 89'  |

| Stadio delle Alpi, Torino Nézőszám: 67 299 Játékvezető: Urs Meier (svájci) |